# Muntenii de Jos
Muntenii de Jos é uma comuna romena localizada no distrito de Vaslui, na região de Moldávia. A comuna possui uma área de 57.10 km² e sua população era de 3939 habitantes segundo o censo de 2007.